# Нікольське-Урюпіно
Ніко́льське-Урю́піно, також «Ніко́ло-Урю́піно» (рос. Никольское-Урюпино, Николо-Урюпино) — старовинна шляхетська садиба в Підмосков'ї. З другої половини XVIII ст. належала князям Голіциним. Знаходиться в однойменному селі Іллінського сільського поселення Красногорського району Московської обл. З XVII ст. там існує кам'яна церква у пам'ять Св. Миколая Чудотворця, за якою село й отримало свою назву.

## Історія садиби

### Історія до 1774 року
Село Ніколо-Урюпіно (Нікольське-Урюпіно) відоме з XVI століття. З 1621 року ним володів князь Одоєвський. Родині Одоєвських спочатку належало й сусіднє Архангельське. Саме за Одоєвських в селі побудована церква Миколая Чудотворця у XVII столітті. Наступні 100 років село належало різним власникам (Долгорукови, Кайсаров, знову Долгорукови). У 1774 р. у В. Долгорукова воно було придбане князем М. О. Голіциним.

### Голіцинський період садиби

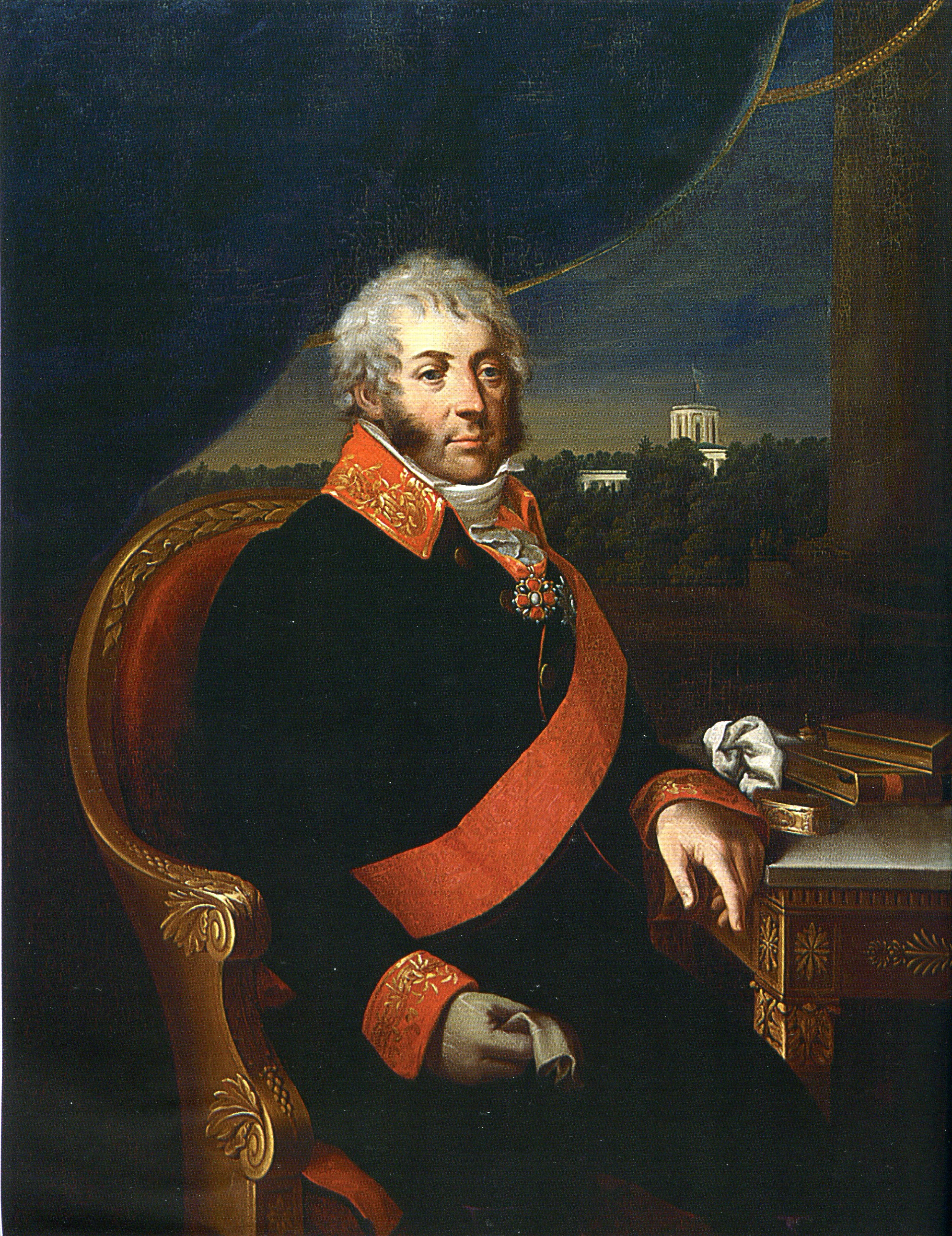
Власник садиби М. О. Голіцин

З 1774 року за наказом Голіцина розпочалися будівельні роботи. Невелика садиба не мала парадного, представницького характеру, який мав пізніше інший маєток Голіцина — Архангельське. Тому до її розпланування і розбудови не залучили відомих архітекторів (виняток лише один — павільйон «Білий будиночок»). Планування і комплекс будівель мали типовий для провінційної садиби характер — садибний дім (палац), садибна церква, службові приміщення, пейзажний парк, ставок.
У XIX столітті тут розмістили суконну фабрику, де працювало до 250 осіб. Садибні будівлі уникли деградації і руйнацій і проіснували до 1917 року.

### Сучасність
Після 1917 року в палаці зробили музей побуту, який проіснував лише до 1929 року. Поряд з садибою розмістили військовий полігон. Садиба не мала охоронного статусу, тому незабаром стала руйнуватися. У 2007 році там сталася пожежа, вигоріли всі дерев'яні конструкції і дах. Зараз залишились лише стіни. Садиба не має хазяїна і доля її не вирішена.

## Головні споруди садиби

### Церква Святого Миколая Чудотворця
Церква Святого Миколая у селі — унікальна перлина архітектури XVII ст. Вона належить до рідкісних та примітних храмів старої Великої Русі. Кам'яний храм був збудований у 1664—1665 роках на місці ранішнього дерев'яного, за наказом боярина Аникити Івановича Одоєвського. Про це каже примхливий напис на білокам'яної дошці, яка збереглася в приділі. Будівничим церкви був архітектор-кріпак князів Черкасських (родичів Одоєвських) — П. С. Потєхін. Освящено храм 1667 року архієпіскопом Смоленським і Дорогобузьким Філаретом.
Окрім головного вівтаря у пам'ять Миколая Чудотворця, там існують два бокових: один у памя'ть Казанської ікони Божої Матері, другий — у пам'ять благовірних Михайла й Федора Чернігівських. У 1840 році на західному фасаді зведено кам'яну дзвіницю. Останній архівний запис з церкви належить 1910 року, у ньому містяться її страхова оцінка і опис архітектурних деталей, розміри трьох іконостасів. У підвальному приміщенні на початку XX ст. було «духове» опалення.
Служби у церкві припинилися у 1939 році, начиння втрачено. У приміщенні храму влаштовано зерносховище, згодом там розмістили сільську раду, потім комору, а надалі храм перетворили на майстерні. Протягом 25 років тут був механічний цех Красногорського механічного заводу, стояли штампувальні верстати. У 70-80-х роках у храмі провадилися реставраційні роботи, що не дало йому остаточно зруйнуватися.
Перша служба тут відбулася 1990 року, біля стіни храму, наступна у 1991 році, за вівтарем. Храм повернули вірянам 1991 року. Незважаючи на злигодній стан церкви (відсутність ікон, опалення, електрики), служби провадилися регулярно. Відтоді почалося відновлення, яке триває й досі. На теперішній час відновлені приміщення головного та Казанського вівтарів, доброустроєні цвинтар та храмова територія. При церкві відкрито недільну школу.

### Садибний дім

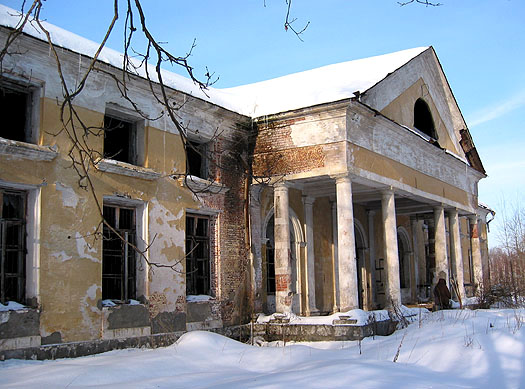
Сучасний вигляд палацу

Садибний дім (палац) збудовано у 1809—1810 роках у стилі провінційного ампіру. Ззовні палац виглядає дуже скромно: із прикрас тільки портик з чотирма тосканськими колонами і фронтон. Усі цікавинки були перенесені в інтер'єри й їхні наповнення. Розпланування було анфіладою, де були вітальні, будуар господині, кабінет господаря з колекцією люльок та зброї, кутова кімната-їдальня, бібліотека, портретна галерея. В останній розмістили портрети в повний зріст представників родини Голіциних пензля кріпака Іванова та пензля італійця Молінарі. Стінописи зображали квіти та орнаменти у стилі ампір.
Родзинкою садиби була бібліотека. Голіцини вивезли сюди велику бібліотеку з садиби Архангельске разом з книжковими шафами. Шафи настільки сподобались новому господарю Архангельського, що Юсупов наказав виготовити їх копії і розмістив в своїй бібліотеці. Ймовірно, тут був і архів родини Голіциних. Архів господарів садиби Голіциних не зберігся.
Біля палацу знаходяться руїни колишнього кухонного флігеля.

### Павільйон «Білий будиночок»

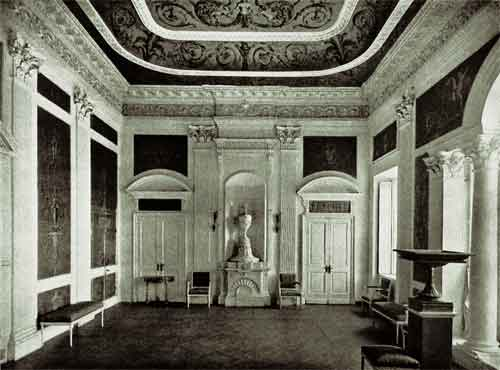
Золота зала в «Білому будиночку»
Фотографія 1910 р.

Окрасою садиби був павільйон «Білий будиночок» у стилі класицизму. Дивовижні інтер'єри цієї унікальної будови остаточно знищено на початку XXI ст. Його архітектор невідомий. Надзвичайна мистецька цінність архітектури і унікальні стінописи з використанням золота на тлі орнаментів викликають припущення про твір видатного архітектора та декоратора. Серед кандидатів на створення унікальної споруди — Ж. Ж. де Герн, автор проєкту Палацу в Архангельському.
Сперечання викликає і його призначення. Парадна, палацового рівня архітектура і унікальні стінописи павільйону свідчать, що він слугував, здогадно, для проведення тут дозвілля. Подібними будовами є павільйони «ермітаж» (від фр. hermitage — «самітність»), що існували в садах стилю бароко. Збудований єдним блоком павільйон має кілька приміщень: крихітний вестибюль, «Золота зала» (див. фото), невеличкі «Сіра» та «Блакитна» вітальні, «Зелений кабінет» тощо. Кімнати розташовано одна за одною — анфіладою. Парадний фасад тричастинний, кожна частина підкреслена трикутним фронтоном. Будівля має дев'ять осей симетрії, над вікнами розміщені рельєфи. До будиночка примикають два бічні портали з колонами, а центр прикрашений тричастинним вікном. На протилежному фасаді — лоджия. Майже зразкову класичну архітектуру доповнювали два сфінкси з жіночими головами — елементи модного на початку XIX ст. єгипетського (точніше, псевдоєгипетського) стилю. На збережених фото інтер'єрів — елегантні меблі стилю ампір, каміни з годинниками, порцеляна і бронза. Одна із зал має балкон-галерею для музикантів.
На початок XXI століття павільйон захаращений, ніяк не використовується. Прийнято рішення про його реставрацію, яка триває з 2005 року.